# Elven Webb
Elven Webb (29 agosto 1910 – Londra, settembre 1979) è stato uno scenografo statunitense.

## Filmografia parziale
- 1955 - La giungla degli implacabili
- 1963 - Cleopatra
- 1969 - I sette senza gloria